# 'O treno/Scioscia sciò
'O treno/Scioscia sciò, pubblicato nel 1978, è un singolo del cantante italiano Mario Trevi.

## Storia
Il disco contiene due brani inediti di Mario Trevi. Iniziato ad abbandonare la canzone di cronaca, Trevi ritorna a trattare il tema della canzone melodica, adattandosi alle nuove tematiche nascenti.

## Tracce
Lato A
- 'O treno (Moxedano-Iglio)

Lato B
- Scioscia sciò (Bonagura-Moxedano-Iglio)

## Incisioni
Il singolo fu inciso su 45 giri, con marchio Polifon (PN 403).
Direzione arrangiamenti: M° Tony Iglio.